# Морван
Морва́н (фр. Morvan) — плоскогорье во Франции.

## География
Горный массив Морван находится в регионе Бургундия, на востоке Франции, в департаментах Сона и Луара, Йонна, Ньевр и Кот-д’Ор. Геологически сложенные из гранита горы географически относятся к Центральному массиву и в просторечье называются «Чёрными горами». Это наименование обусловлено покрывающими плоскогорье густыми смешанными лесами.
В 1970 году в горах создан «Региональный природный парк Морван», который призван защищать местную флору и фауну. Среди «лесных жителей» Морвана можно назвать лису, европейского муфлона, барсука, дикого кота, фазана, ястреба, благородного оленя.
Наивысшие точки Морвана (и всей Бургундии) — горы Ле-о-Фолен высотой в 901 м и Буа-дю-Руа (902 м). Горный массив пересекают несколько рек — в том числе Йонна и Арру, а также каналы Бургундия и Ниверне. В горах Морвана есть также горные озёра и минеральные источники.

## История
В древности в Морване был построен один из крупнейших галльских укреплений — оппидум Бибракта. Археологические раскопки на его территории продолжаются по сей день. В Морване был также и римлянами основан город Августодунум (Augustodunum), нынешний Отён. В начале VI в. Эптадий (Eptadius) основал одну из первых обителей в горах Морвана (Vita Eptadii (MGHSRM III, 184—194)). В Средние века в горном регионе монахами-цистерцианцами было создано несколько уединённых обителей и часовен. В 1850 году в горах Морвана было основано бенедиктинское аббатство Де ла Пьер-Уи-Вир.